# Topcase

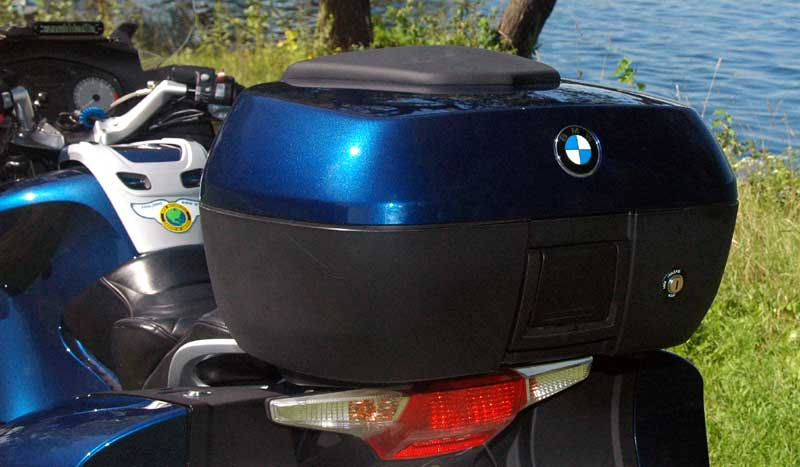
Am Motorrad montiertes Topcase

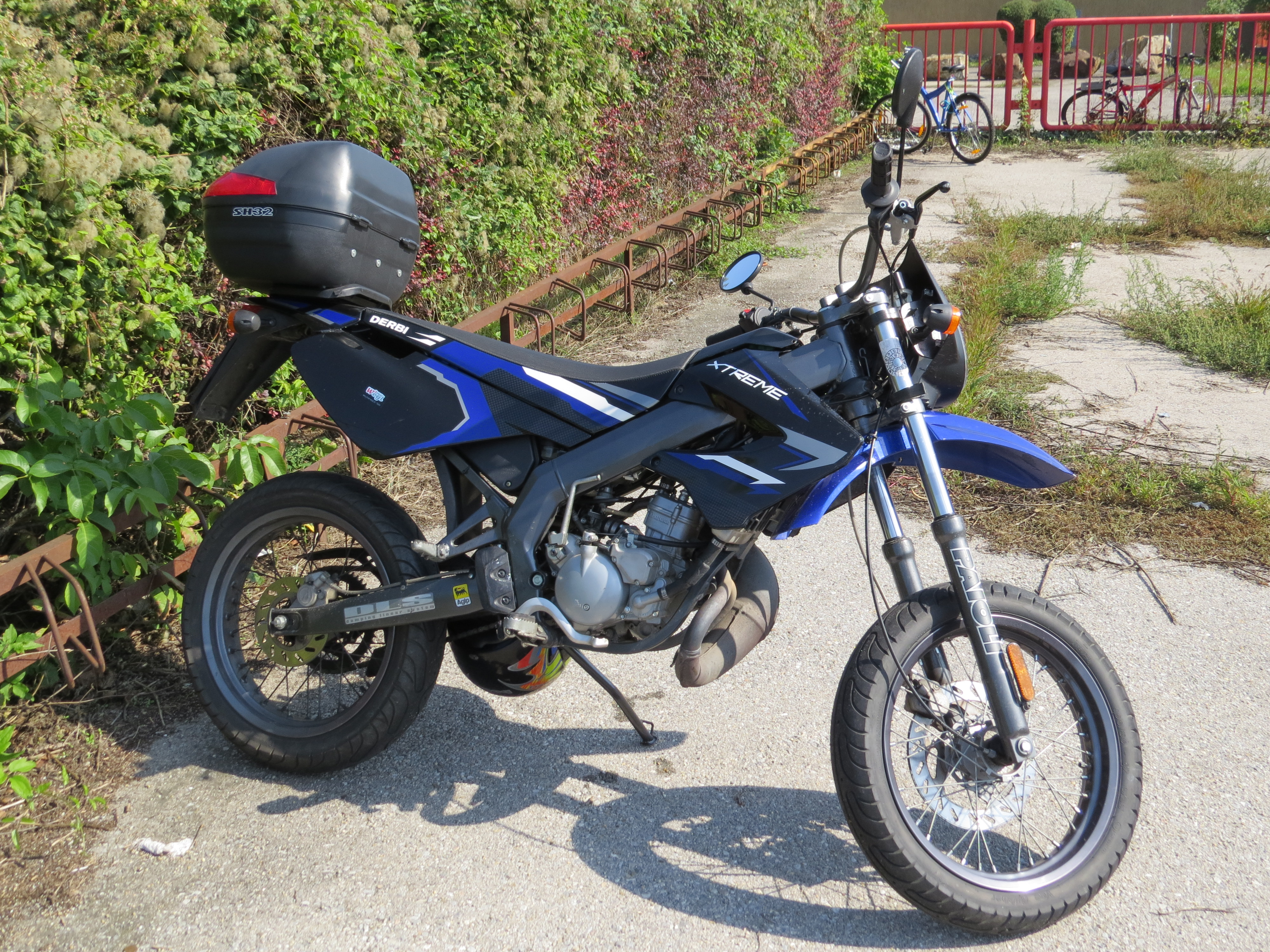
Am Moped montiertes Topcase

Ein Topcase ist ein Behälter (engl. case), der „oben“ auf dem Gepäckträger eines Motorrades oder -rollers angebracht wird (im Gegensatz zu seitlich montierten Koffern oder Taschen). Darin können Sachen transportiert oder verwahrt werden.
Das Topcase ist meist aus Kunststoff gefertigt. Das Fassungsvermögen wird in Litern gemessen. 
Ein Topcase ist relativ weit vom Schwerpunkt des Fahrzeugs entfernt montiert, so dass das Gewicht einschließlich der Ladung das Fahrverhalten nachteilig beeinflusst. Je höher das Gewicht, desto nachteiliger sind die Auswirkungen auf das Fahrverhalten, wie zum Beispiel eine geringere Vorderradlast, die in der Regel die Pendelneigung erhöht. Die Hersteller empfehlen daher Höchstwerte der Zuladung für die von ihnen gefertigten Cases. Die Größe und Form des Topcase hat weitere Auswirkungen auf die Fahrdynamik des Fahrzeugs. Sie machen sich bei Motorrad und -roller wegen der unterschiedlichen Höchstgeschwindigkeiten anders bemerkbar. Gemeinsam ist beiden aber eine gewisse erhöhte Seitenwindempfindlichkeit.